# سوربن (دانشگاه تاریخی)
سوربُن (به فرانسوی: La Sorbonne) نام ساختمانی در محله لاتن شهر پاریس است که از سال ۱۲۵۳ محل تشکیل دانشکده سوربن - یکی از اولین و بهترین دانشگاه‌ها در سطح جهان - بود که بعداً به نام دانشگاه پاریس تغییر نام داد، اما به‌طور عمومی به همان نام سوربن شناخته می‌شد. در حال حاضر زیر مجموعه‌هایی از دانشگاه پاریس همچنان در محل آن ساختمان استقرار دارند، مانند دانشگاه سوربن - پانتئون، دانشگاه سوربن، دانشگاه سوربن نو و دانشگاه پاریس و همچنین اداره تحصیلات تکمیلی دانشگاه پاریس (Chancellerie des Universités de Paris). دانشگاه سوربن فعلی نتیجه ادغام دو دانشگاه پاریس ۶ (دانشگاه پیر و ماری کوری) و دانشگاه پاریس ۴ در اول ژانویه سال ۲۰۱۸ میلادی است.
این دانشگاه قدیمی‌ترین دانشگاه کشور فرانسه بود. سوربن همان دانشگاه پاریس است که به‌اختصار «سوربن» نامیده می‌شود. این دانشگاه نام خود را از دانشمند سدهٔ ۱۳ میلادی، روبر دو سوربن، مؤسس کالج سوربن گرفته‌است. همهٔ دانشکده‌های این دانشگاه قبلاً به صورت یک مجموعه در مرکز پاریس بوده، اما امروز این دانشگاه به چند دانشگاه مختلف تقسیم شده‌است. بخش مهمی از آموزش عالی فرانسه در زمینه‌های ادبیات، زبان‌شناسی، علوم اجتماعی و فلسفه و علوم مهندسی در دانشگاه‌های سوربن قدیم و سوربن جدید است.
ایرانیان سرشناس زیادی در این دانشگاه تحصیل کرده‌اند. بسیاری از دانشگاه‌های پاریس در حال حاضر «سوربن» نامیده می‌شوند و خود را شعبه‌ای از سوربن می‌نامند. از جمله:
- پاریس I (پانتئون سوربن)
- پاریس III (سوربن جدید)
- پاریس IV (پاریس سوربن)
- پاریس V (پاریس دکارت)
- پاریس VI (پیر و ماری کوری)

## دانشکده سوربن

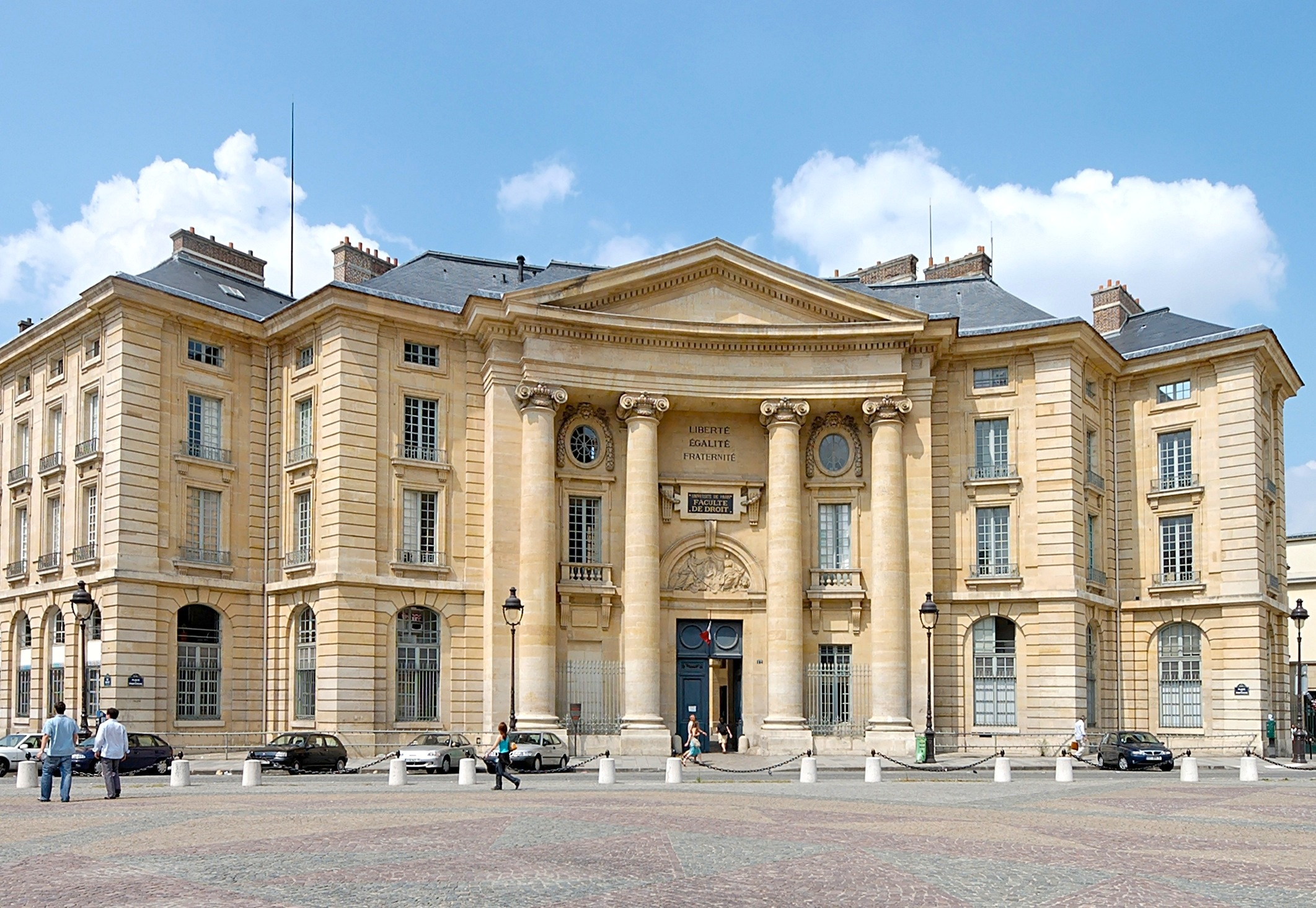
ساختمان اصلی دانشگاه پانتئون سوربن، سابقا دانشکده حقوق و اقتصاد

نام سوربن، برگرفته از نام «دانشکده سوربن» است که در سال ۱۲۵۷ توسط محقق الهایات روبر دو سوربن تأسیس گردید و یکی از تاثیرگذارترین دانشکده‌های قرون وسطی دانشگاه پاریس شناخته می‌شد. کتابخانه این دانشکده یکی از اولین مراکزی بود که آثار را بر اساس حروف الفبا مرتب می‌نمود. این دانشگاه صد سال بعد از دانشکده شکل گرفت، زمانی که دانشکده‌های کوچک متعددی در اواخر قرن ۱۲ میلادی شکل گرفته بودند.
در طول قرن ۱۶ میلادی، سوربن درگیر اختلافات عقیدتی میان کلیسای کاتولیک و پروتستانتیسم گردید. این دانشگاه که به عنوان یکی از پایگاه‌های مهم آموزه‌های سنتی کلیسای کاتولیک فعالیت می‌کرد، با سیاست پادشاه فرانسیس اول مبنی بر مسامحه نسبی با پروتستان‌های فرانسه مبارزه می‌کرد، به غیر از دورهٔ کوتاهی در سال ۱۵۳۳ که دانشگاه تحت کنترل پروتستان‌های فرانسوی قرار گرفت. این دانشگاه سوربن که پیوستگی تامی با کلیسای کاتولیک داشت، در سال‌های ۱۵۴۴ الی ۱۵۵۶ میلادی قریب به ۵۰۰ اثر نوشته شده را به عنوان آثار ضاله (الحادی) اعلام کرد.
دانشکده سوربن در جریان انقلاب فرانسه تعطیل شد، اما مجدداْ در سال ۱۸۰۸ توسط ناپلئون بناپارت بازگشایی گردید و نهایتاْ در سال ۱۸۸۲ منحل شد. این دانشکده، تنها دانشکده از مجموع دانشکده‌های دانشگاه پاریس بود که همچنان تا زمان انقلاب فرانسه برقرار بود. هیستینگ راشدل در کتاب دانشگاه‌های اروپایی در قرون وسطی (۱۸۹۵) خود - که همچنان یکی از معتبرترین منابع در این زمینه شناخته می‌شود - فهرستی از ۷۰ دانشکدهٔ این دانشگاه را ارائه می‌کند؛ دانشکده‌هایی که برخی از آنها برای مدت کوتاهی فعالیت داشتند و قبل از اتمام قرون وسطی منحل شده‌اند و برخی دیگر در اوایل عصر جدید تأسیس شدند، مانند دانشکده چهار ملت. (Collège des Quatre-Nations)

## دانشکده الهیات پاریس
در گذر زمان دانشکده سوربن تبدیل به یکی از مراکز اصلی مطالعات الهیات گردید و علیرغم اینکه این مرکز، صرفاً یکی از دانشکده‌های دانشگاه بود، اما از نام «سوربن» مکرراً برای اشاره به دانشکده الهیات پاریس استفاده می‌شد.

## وقایع ماه مه سال ۱۹۶۸

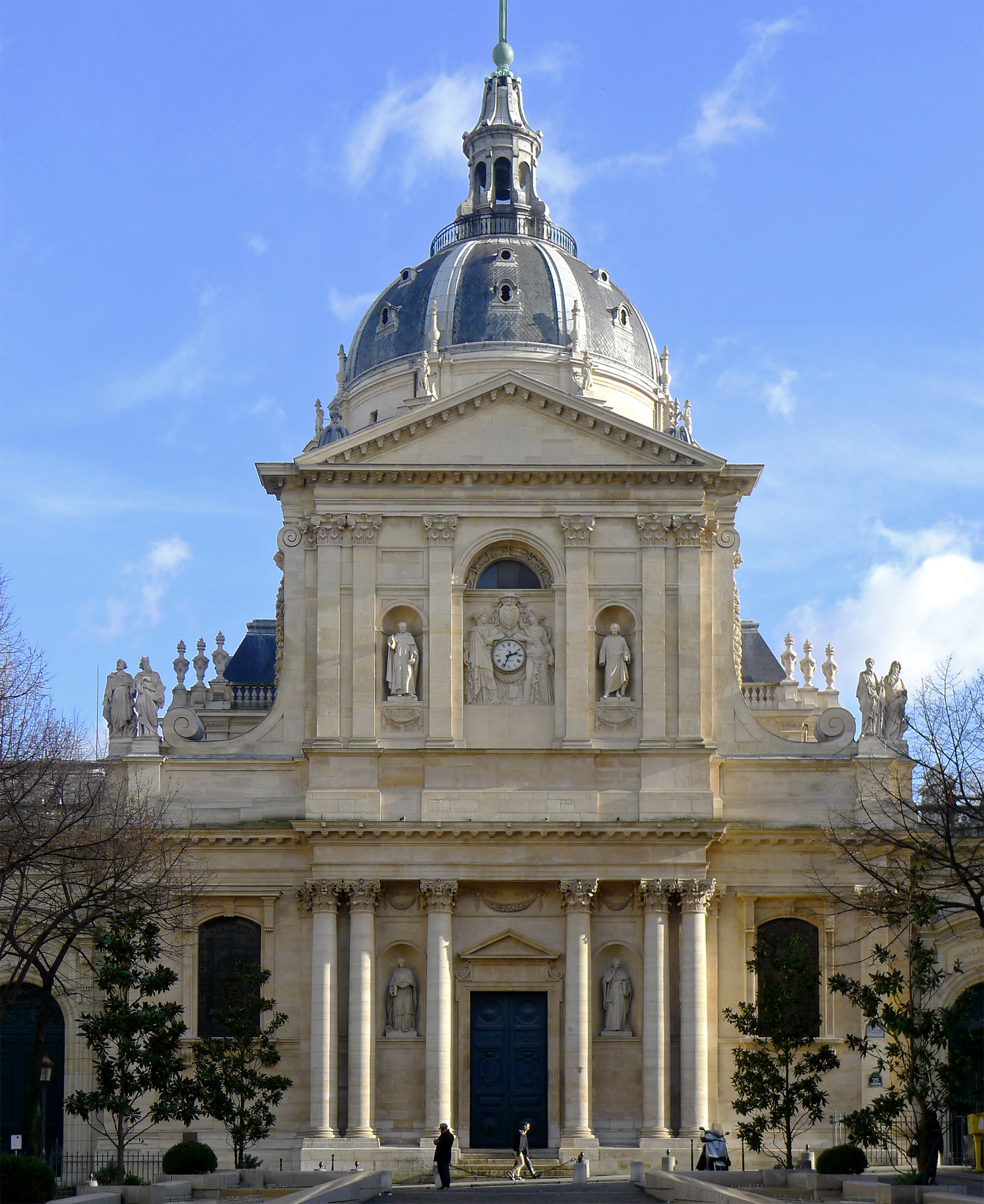
تجمع دانشجویان دوم می ۱۹۶۸ کالج سوربن

بعد از مدت‌ها درگیری میان دانشجویان و مقامات [دولتی] در دانشگاه نانتر پاریس، این دانشگاه با تصمیم مدیران آن در تاریخ دوم می ۱۹۶۸ تعطیل گردید. دانشجویان در تاریخ سوم مه در اعتراض به این تصمیم و همچنین تهدید بسیاری از دانشجویان نانتر مبنی بر اخراج از دانشگاه، در پردیس دانشگاه سوربن تجمع اعتراضی نمودند.
در روز ششم مه، اتحادیه ملی دانشجویان و اتحادیه ملی دانشجویان فرانسوی - که همچنان یکی از گسترده‌ترین اتحادیه‌های دانشجویی در فرانسه است - و اتحادیه استادان دانشگاهی، فراخوانی برای دعوت مخالفان به برگزاری راهپیمایی اعتراضی نسبت به اقدامات امنیتی علیه سوربن صادر نمودند. در این راهپیمایی نزدیک به ۲۰٫۰۰۰ نفر از اقشار مختلف دانشجو و استاد دانشگاه و حامیان مردمی شرکت نموده و به سمت سوربن - که توسط نیروهای امنیتی محافظت شده بود - حرکت نمودند و نیروهای امنیتی به محض رسیدن راهپیمایی به منطقه، با باتوم به معترضین حمله نمودند. در حالی که جمعیت متفرق می‌گردید، گروهی با استفاده از هرآنچه پیدا می‌نمودند، اقدام به سنگربندی خیابانی کردند و گروهی دیگر نیز با پرتاب سنگ به سمت نیروهای امنیتی، برای مدتی آنها را وادار به عقب‌نشینی کردند. در واکنش به این اقدام، پلیس اقدام به پرتاب گاز اشک آور نمود و مجدداً به سمت مردم حمله نمود. در این روز صدها نفر از دانشجویان دستگیر شدند.
در دهم مه - که به نام «شب سنگربندی» معروف است - دانشجویان با استفاده از سنگفرش‌های خیابان و خودروها و چوب درختان، در خیابان‌های محله لاتن سنگر بندی کردند و همان موقع درگیری خیابانی خشونت‌آمیزی میان دانشجویان و پلیس ضد شورش صورت گرفت که اصلی‌ترین آن در خیابان رو گی-لوساک (به فرانسوی: Rue Gay-Lussac) رخ داد. ابتدای روز بعد - که درگیری خاتمه یافته بود - دنیل کن بندین (به فرانسوی: Daniel Cohn-Bendit) طی یک پیام صوتی رادیویی، عموم مردم را به اعتصاب سراسری دعوت نمود. روز دوشنبه ۱۳ مه، بیش از یک میلیون کارگر به اعتصاب پیوستند و دانشجویان به موجب بیانیه ای اعلام داشتند که سوربن متعلق به همه مردم است. در این زمان خبری مبنی بر اینکه حکومت با بازگشایی مجدد دانشگاه موافقت نموده‌است، میان معترضین پخش گردید، لذا دانشجویان مذاکرات را پایان دادند و به خوابگاه‌های خود برگشتند اما وقتی که مجدداْ با دانشگاه بسته و تحت کنترل نیروهای امنیتی مواجه گردیدند، متوجه کذب بودن گزارش گردیدند.
بعد از بازگشایی مجدد سوربن، دانشجویان با حضور در محل آن را به عنوان «دانشگاه مردمی» خودمختار اعلام نمودند. در طول هفته‌های بعد، قریب به ۴۰۱ ستاد اجرایی مردمی در شهر پاریس و سایر نقاط با هدف جمع‌آوری ادله برای شکایت علیه دولت و تشکیل گردید. از جمله این ستادها، کمیته صیانت از سوربن بود.

## وضعیت سازمانی و اداری سوربن
در سال ۱۹۷۰، دانشگاه پاریس به سیزده دانشگاه تقسیم شد که همگی توسط یک نهاد مشترک - ریاست دانشگاه پاریس - اداره می‌شد و در ساختمان سوربن مستقر بود. سه فقره از این دانشگاه‌ها، همچنان در ساختمان تاریخی سوربن باقی ماندند و به همین اعتبار نام آنها متشکل از «سوربن» است: دانشگاه پاریس-سوربن (پاریس ۴)، دانشگاه پانتئون-سوربن (پاریس ۱) و دانشگاه پاریس ۳: سوربن جدید. همچنین دانشگاه دکارت پاریس نیز از ساختمان سوربن استفاده می‌نمود.
این ساختمان همچنین مرکز مراجع آموزشی ملی و مختلف دیگری از نیز هست، از قبیل:
- École Nationale des Chartes
- مدرسه عملی پژوهش‌های عالی
- Cours de Civilisation Française de la Sorbonne
- Bibliothèque de la Sorbonne

کلیسای سوربن در سال ۱۸۸۷ به عنوان یکی از مراکز تاریخی فرانسه ثبت گردید اما سالن آمفی تئاتر آن (Le Grand Amphithéâtre) و کل ساختمان آن در سال ۱۹۷۵ ثبت تاریخی گردید.

## اختلاف بر نام سوربن
هرچند که نام سوربن دارای اعتبار بسیار زیادی بود، اما دانشگاه‌های سوربن تا سال ۱۹۹۰ نام‌های خود را به عنوان علامت تجاری (وجه ممیز) ثبت ننمودند. در طول این سال‌ها، این دانشگاه‌ها در قالب‌های مجموعه‌های همکار یا شریک یا ادغام شده تحت نام واحد سوربن فعالیت داشتند و در بعضی موارد، اختلافاتی در خصوص مالکیت بر نام سوربن یا حق استفاده انحصاری از آن با یکدیگر داشتند.
بعد از رویدادهای مه ۱۹۶۸، نظام آموزش عالی فرانسه به موجب قانون مصوب ۱۲ نوامبر همان سال دستخوش تغییراتی مهمی شد؛ برای مثال بعد از انحلال دانشگاه پاریس، سیزده دانشگاه مستقل تشکیل شدند که بعضی از آنها در همان محل سوربن مستقر بودند و به موجب آن مصوبه نام سوربن بخشی از اسم آنها را تشکیل می‌داد، از جمله: دانشگاه پاریس ۱ (پانتئون-سوربن) و دانشگاه پاریس ۳ (سوربن - نوول) و دانشگاه پاریس ۴ (پاریس - سوربن). دو دانشگاه دیگر از مجموع سیزده دانشگاه نیز هرچند در همان محل سوربن مستقر بودند، اما به موجب مصوبه از استفاده از نام سوربن منع گردیدند: دانشگاه پاریس ۵ (پاریس - دکارت) و دانشگاه پاریس ۷ (دانشگاه دیدرو پاریس)
دو مؤسسه آموزش عالی دیگر نیز همچنان در ساختمان تاریخی سوربن فعال ماندند:
- the Ecole des chartes
- the Ecole pratique de hautes études

همچنین دانشگاه پاریس ۲ (پانتئون - آسس)، علیرغم آنکه در ساختمان سوربن مستقر نبود، اما از محل پانئتون در خیابان کوجاس (Cujas) اداره می‌شد. اموال مشترک و ساختمان دانشگاه پاریس (مشتمل بر ساختمان سوربن) به جای آنکه میان دانشگاه‌ها تقسیم گردد، تحت مدیریت مشترک «هیئت امنای دانشگاه پاریس» بود که مقر آن در خود ساختمان سوربن قرار داشت.
کل ساختمان سوربن به عنوان دارایی مشترک سیزده دانشگاه تقسیم شده از دانشگاه پاریس تلقی می‌گردد و قسمت‌های مهم آن توسط هیچ‌کدام از دانشگاه‌ها به‌طور مستقل اداره نمی‌شود و به‌طور مشترک توسط همه مورد استفاده قرار می‌گیرد، خصوصاً کلیسا و آمفی تئاتر سوربن. اما بعضی از قسمت‌های وابسته توسط یکی از دانشگاه‌های مجزی شده اداره می‌شوند (هرچند که مالکیت آن متعلق به همهٔ دانشگاه‌ها می‌باشد). برای مثال کتابخانه سوربن، کتابخانهٔ مشترک دانشگاه‌های «پانتئون - سوربن»، «سوربن- نوول»، «دانشگاه سوربن»، «پاریس - دکارت» و «پاریس - دیدرویت» شناخته می‌شود، اما تحت مدیرت و نظارت دانشگاه «پانتئون - سوربن» است.

## ائتلاف‌های دانشگاه سوربن
در سال ۲۰۱۰ دو ائتلاف دانشگاه سوربن به وجود آمد:
دانشگاه سوربن (ائتلاف) (به فرانسوی: Sorbonne Universités): تشکیل شده از دانشگاه‌های پاریس ۴ و پاریس ۶.
Sorbonne Paris Cité: تشکیل شده از دانشگاه‌های پاریس ۳، پاریس ۵، پاریس ۷ و پاریس ۱۳.